# Th. Klaus

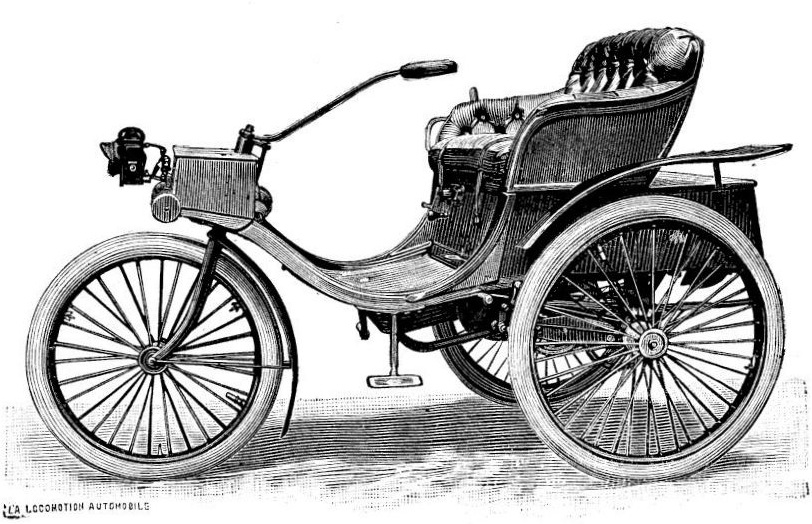
Klaus Tricycle 2 CV (1897)

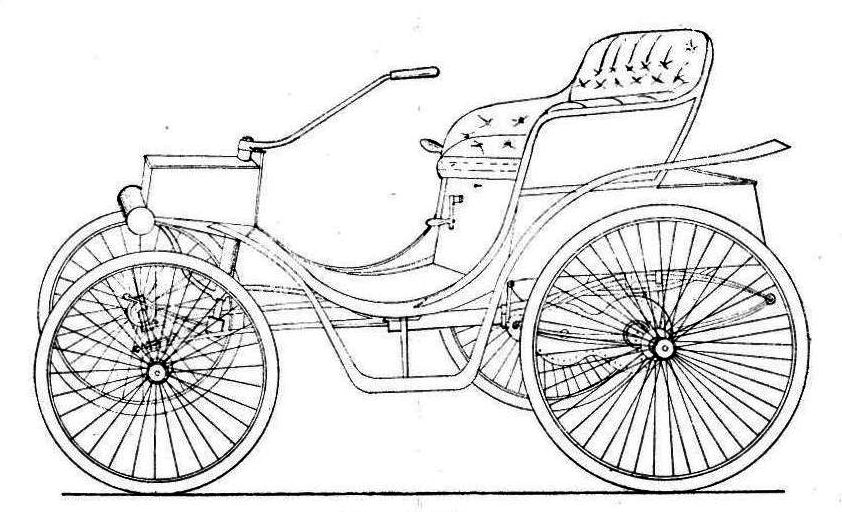
Klaus Voiturette 2 CV (1897)

Th. Klaus war ein französischer Hersteller von Automobilen.

## Unternehmensgeschichte
Th. Klaus gründete 1894 in Boulogne-Billancourt das Unternehmen und begann mit der Produktion von Automobilen. Der Markenname lautete Klaus. 1899 endete die Produktion. Insgesamt wurden nur wenige Fahrzeuge verkauft.

## Fahrzeuge
Das erste Modell von 1897 war ein zweisitziges Dreirad (Tricycle), bei dem sich das einzelne Rad vorne befand. Ein luftgekühlter Benzin-Einzylindermotor mit 2 PS Leistung trieb über Riemen die Hinterräder an. Das Tricylce wog 150 kg.
Noch im gleichen Jahr folgte ein leichtes vierrädriges Fahrzeug (Voiturette) mit zwei Sitzen plus Notsitz, Lenkstange und mit dem gleichen 2 PS-Motor wie beim Tricycle. Die Zündung erfolgte hier elektrisch und nicht mehr mit Glührohr. Das Riemengetriebe bot vier Vorwärtsgänge, die Höchstgeschwindigkeit wird mit 24 km/h angegeben. Das Gesamtgewicht betrug 280 kg.
Das letzte Modell wurde 1898 vorgestellt. Es war mit zwei Motoren mit jeweils 2,5 PS Leistung ausgestattet. Der Motor war ein liegender Einzylindermotor mit elektrischer Zündung und wassergekühltem Zylinderkopf. Ein Fahrzeug nahm im Oktober 1899 am Kleinwagenrennen (Fête de voiturettes) von Paris nach Rambouillet und zurück teil.